# انیون‌تاوون (پنسیلوانیا)
انیون‌تاوون (به انگلیسی: Uniontown) شهری در ایالت پنسیلوانیا کشور ایالات متحده آمریکا است که جمعیت آن در سرشماری سال ۲۰۱۰ میلادی، ۱۰٬۳۷۲ نفر بوده‌است.